# 389 Industria
389 Industria è un asteroide della fascia principale del diametro medio di circa 79,23 km. Scoperto nel 1894, presenta un'orbita caratterizzata da un semiasse maggiore pari a 2,6088347 UA e da un'eccentricità di 0,0650938, inclinata di 8,13480° rispetto all'eclittica.
Il suo nome è dedicato al termine latino industria, ovvero operosità.